# Ивахново (Островский район)
Ивахново — деревня в Бережанской волости Островского района Псковской области.
Расположена на автодороге М20, в 5 км к юго-востоку от центра города Остров.
Численность населения деревни по состоянию на 2000 год составляла 28 жителей.